# Oldsmobile Intrigue
L'Oldsmobile Intrigue va ser un cotxe de tipus mid size fabricat els anys 1998-2002 per Oldsmobile, una divisió de General Motors a la fàbrica de Kansas City, Kansas. El seu disseny està inspirat amb el concept car Oldsmobile Antares.
Degut al procés de desaparició de la marca Oldsmobile, l'Intrigue no té substitut; el seu predecessor fou l'Oldsmobile Cutlass Supreme.
Els rivals de l'Intrigue són el Mercury Sable, Chrysler Concorde i Toyota Camry

## Informació general
Mides de l'Intrigue:
Batalla (Wheelbase): 2,768 m (109.0 in)
Llargada (Length): 4,975 m (195.9 in)
Amplada (Width): 1,869 m (73.6 in)
Alçada (Height): 1,437 m (56.6 in)
Capacitat del dipòsit: 64 l (17 galons EUA)
Velocitat màxima: 110 mph (177 km/h) limitada elèctricament.
Construït sota el xassís W de GM, usat també pel Buick Century, Buick Regal, Oldsmobile Cutlass Supreme, Pontiac Grand Prix o Chevrolet Monte Carlo entre d'altres. L'Intrigue només s'ofereix amb una única carrosseria sedan de 4 portes. Els paquets d'equipament eren els GX (base), GL (equipat) i GLS (màxim equipament).
Mecànicament l'Intrigue equipà els següents motors:
- 1998-1999 3.8 L (231 in³) 3800 V6 Sèrie II de 195 cv i 312 N·m.
- 1999-2002 3.5 L (214 in³) Premium V LX5 de 215 cv i 312 N·m.

La transmissió és una única automàtica de 4 velocitats 4T60-E.
El juny de 2002 va deixar-se fabricar l'Intrigue. I com altres Oldsmobile, va crear-se un paquet especial limitat a 500 unitats anomenat "Final 500".
ConsumerGuide Auto atorga el qualificatiu de Best Buy .

## Informació mediambiental
L'Oldsmobile Intrigue del 2000 amb un motor 3.5L Premium V LX5 i una transmissió automàtica de 4 velocitats té un consum de 19 mpg ciutat / 28 mpg carretera l'equivalent a 8,4 l/100 per carretera i 12,4 l/100 per ciutat. Sobre emissions, el Cutlass Ciera emet 8,3 tones de CO₂ a l'atmosfera anualment.